# کانو (رپ‌خوان)
کانو (انگلیسی: Kano؛ زادهٔ ۲۱ مهٔ ۱۹۸۵) یک موسیقی‌دان اهل بریتانیا است. وی از سال ۲۰۰۰ میلادی تاکنون مشغول فعالیت بوده‌است.